# Calzada de Tlalpan
La Calzada de Tlalpan es una avenida de la Ciudad de México, que conecta el centro Histórico de esta ciudad con la zona sur, hasta alcanzar la Carretera Federal 95D con rumbo a Cuernavaca. Fue trazada y construida por los mexicas, siendo una de las tres calzadas que unían el islote de México-Tenochtitlan con la ribera del lago y que separaba también las aguas dulces de las saladas.

## Trayecto
La circulación que actualmente observa la calzada es de ambos sentidos, norte a sur y viceversa, y se origina desde el entronque con el Viaducto Río de la Piedad, en donde la calzada se denomina calzada San Antonio Abad. Continuando hacia el sur, concluye en la intersección con la Avenida de los Insurgentes, en las inmediaciones del Monumento al Caminero, donde ambas calzadas se convierten en la Autopista México-Cuernavaca.

## Historia

### Edificación
La edificación de la calzada data del siglo XV (1432). Para comunicar el islote donde se asentaba la capital mexica de Tenochtitlán con las riberas del lago de Texcoco, por medio de arcilla, piedra y pilotes de madera se construyeron varias calzadas artificiales; hacia el sur se edificó la llamada calzada de Ixtapalapan, la cual partía del Templo Mayor y se adentraba en la zona lacustre, bifurcándose algunos kilómetros más adelante hacia las comunidades de San Marcos Mexicaltzingo e Ixtapalapan, al oriente (por lo que actualmente es la Calzada Ermita-Iztapalapa), a Huitzilopochco (hoy Churubusco) y Coyoacán, hacia el poniente (por lo que ahora es avenida Miguel Ángel de Quevedo), continuando hacia el sur hasta el poblado de Tlalpan. A diferencia de las calzadas que daban al poniente del valle, esta tenía pocos o ningún paso para canoas, y estaba hecha de piedra y arcilla terminada en talud, debido a que, en el momento de su construcción, tanto esta como la Calzada de Tepeyacac, al norte, y el dique de Ahuizotl formaban parte de un sistema de diques para evitar la mezcla de las aguas saladas del Lago de Texcoco. La calzada mexica contaba con un ancho de 20 m, y contenía en el centro un acueducto al aire libre que traía agua potable desde los manantiales de Huitzilopochco y Coyoacán.

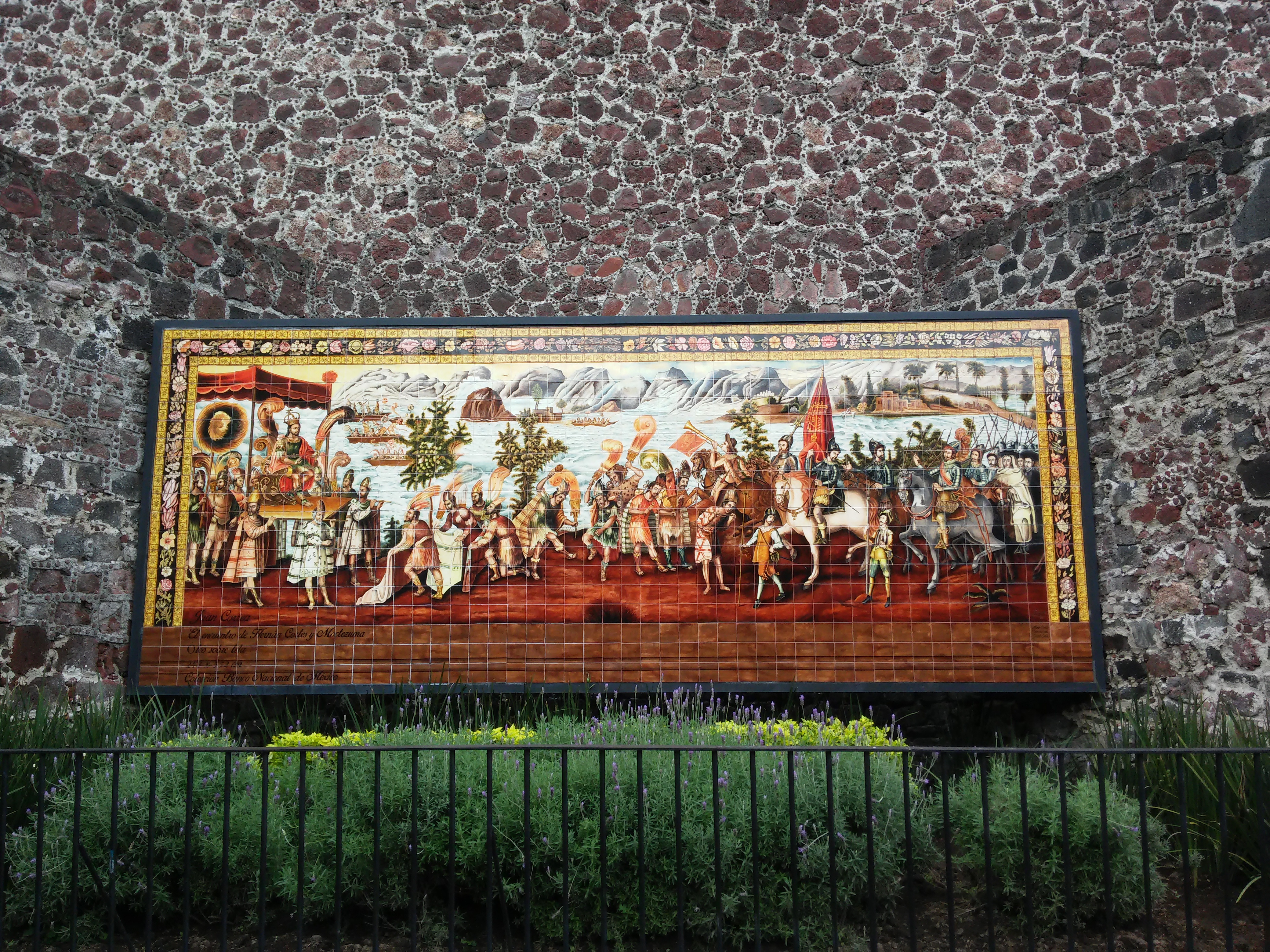
Monumento que señala el sitio en el que Moctezuma Xocoyotzin recibió a los españoles, en 1519.

### Conquista de México-Tenochtitlan

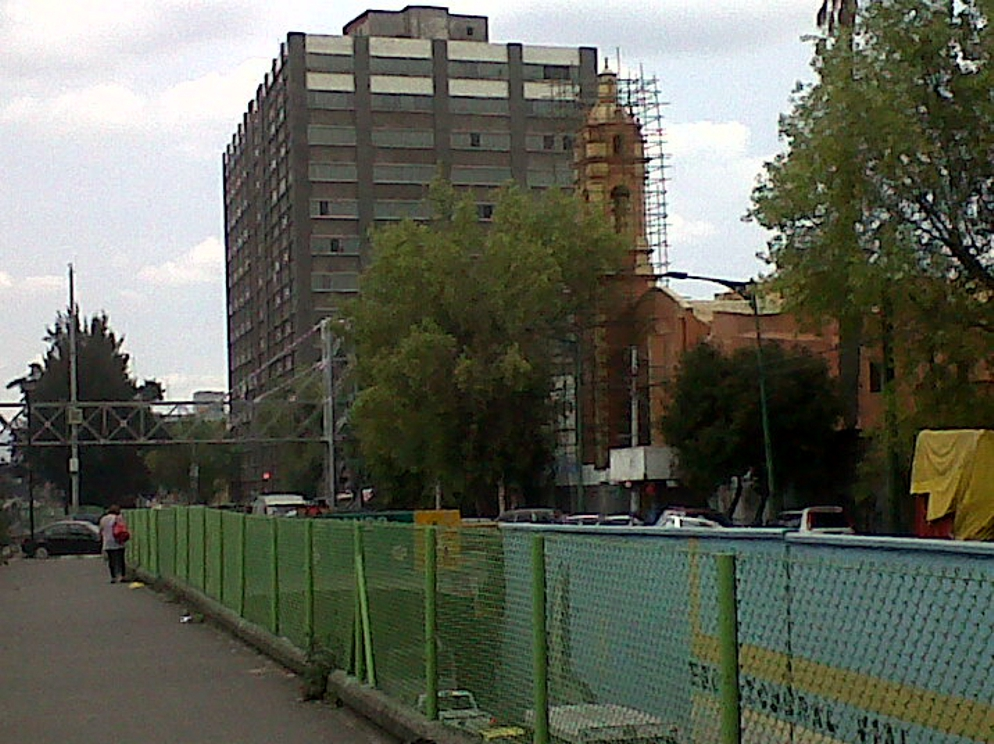
Zona peatonal, en el tramo llamado Calzada de San Antonio Abad

Fue durante los eventos que culminaron en la conquista de México-Tenochtitlán cuando los conquistadores españoles entraron por vez primera a la ciudad, presentándose en el principio de esta calzada el encuentro entre Hernán Cortés y Moctezuma Xocoyotzin, el 8 de noviembre de 1519, en lo que hoy corresponde a la esquina de las calles José María Pino Suárez y República de El Salvador, en el Centro Histórico de la Ciudad de México. Si bien una vez terminada la conquista fueron destruidas muchas obras de ingeniería levantadas por la mano indígena, y que comunicaban a la ciudad mexica con tierra firme, esta vía al igual que las demás siguió aún vigente dada su importancia a lo largo del periodo colonial y por la importancia que se le dio al pueblo de Coyoacán tras la conquista como primera sede del gobierno virreinal.

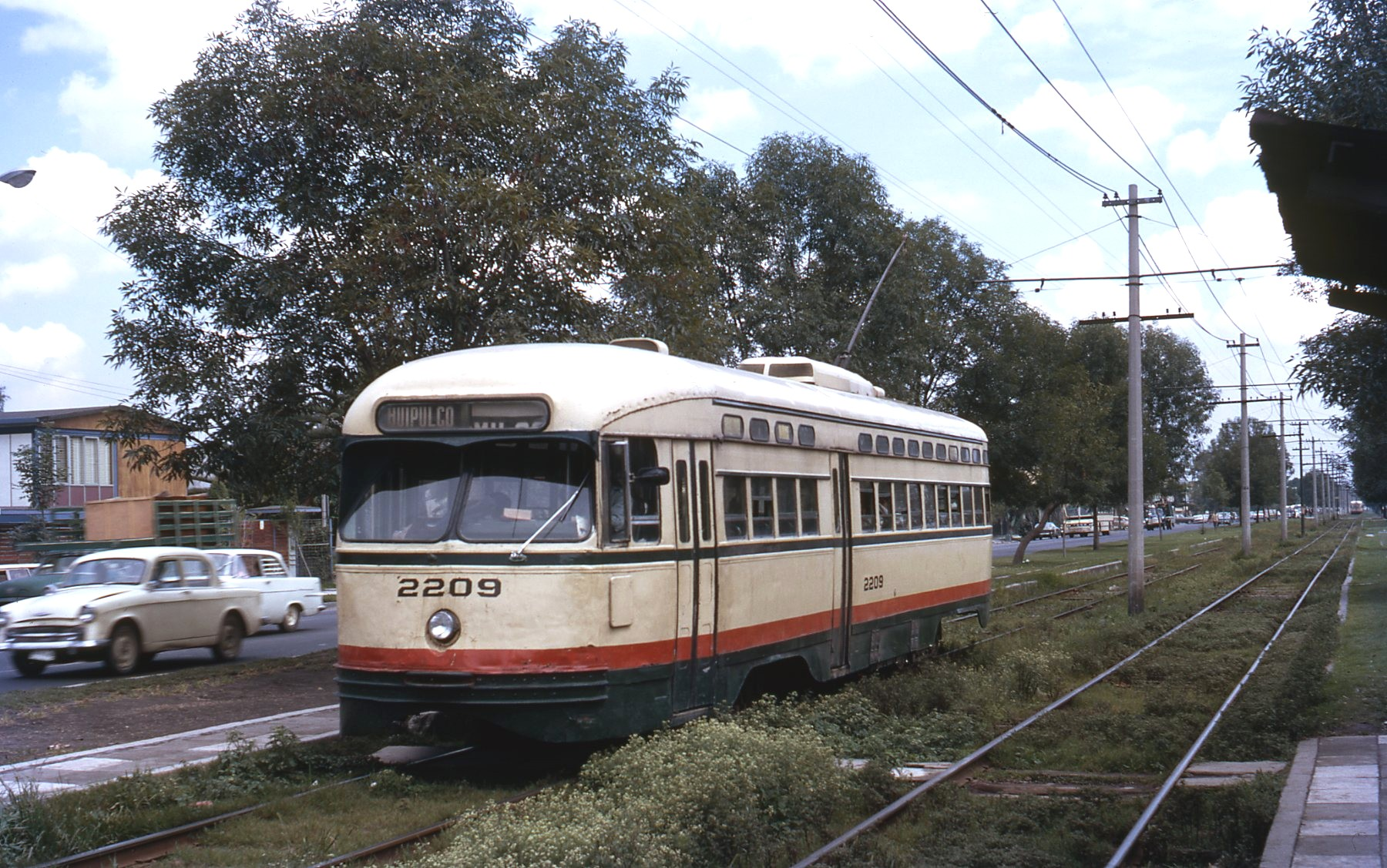
Tranvía modelo PCC en la Calzada de Tlalpan, en 1971.

### SigloXIX
Para 1883, existía en el trayecto de esta calzada una primera ruta de tranvías tirados por mulas que realizaban una ruta desde el Zócalo de la ciudad hasta las inmediaciones del pueblo de Tlalpan, usando el derecho de vía de la avenida, que en esa época aún atravesaba campos de cultivo y rancherías. Posteriormente, a inicios del siglo XX, los tranvías de mulas se transformaron en tranvías eléctricos, y la primera ruta fue la que pasaba por la Calzada de Tlalpan con destino hacia Xochimilco; para ese entonces, sus vías se encontraban del lado oriente de la calzada, y posteriormente pasaría a ocupar el centro de la calzada, y los accesos de las estaciones serían por medio de pasos a desnivel, que actualmente aún existen.[cita requerida]

### SigloXX
En 1957, se inaugura la Unidad Habitacional Tlalpan, obra de los arquitectos Jorge Cuevas y Fernando Hernández (misma que se vería dañado y con un edificio C1 derrumbado, en el terremoto del 19 de septiembre de 2017).
En 1986, se inaugura el tramo del Tren Ligero, Taxqueña-Estadio Azteca el proyecto rehabilitó dos rutas del antiguo sistema de tranvías: Tasqueña-Xochimilco y Huipulco-Tlalpan, y denominó al nuevo proyecto Tren ligero de la Ciudad de México, aunque la segunda ruta no logró prosperar, y se cerró en 1990.

#### El Metro

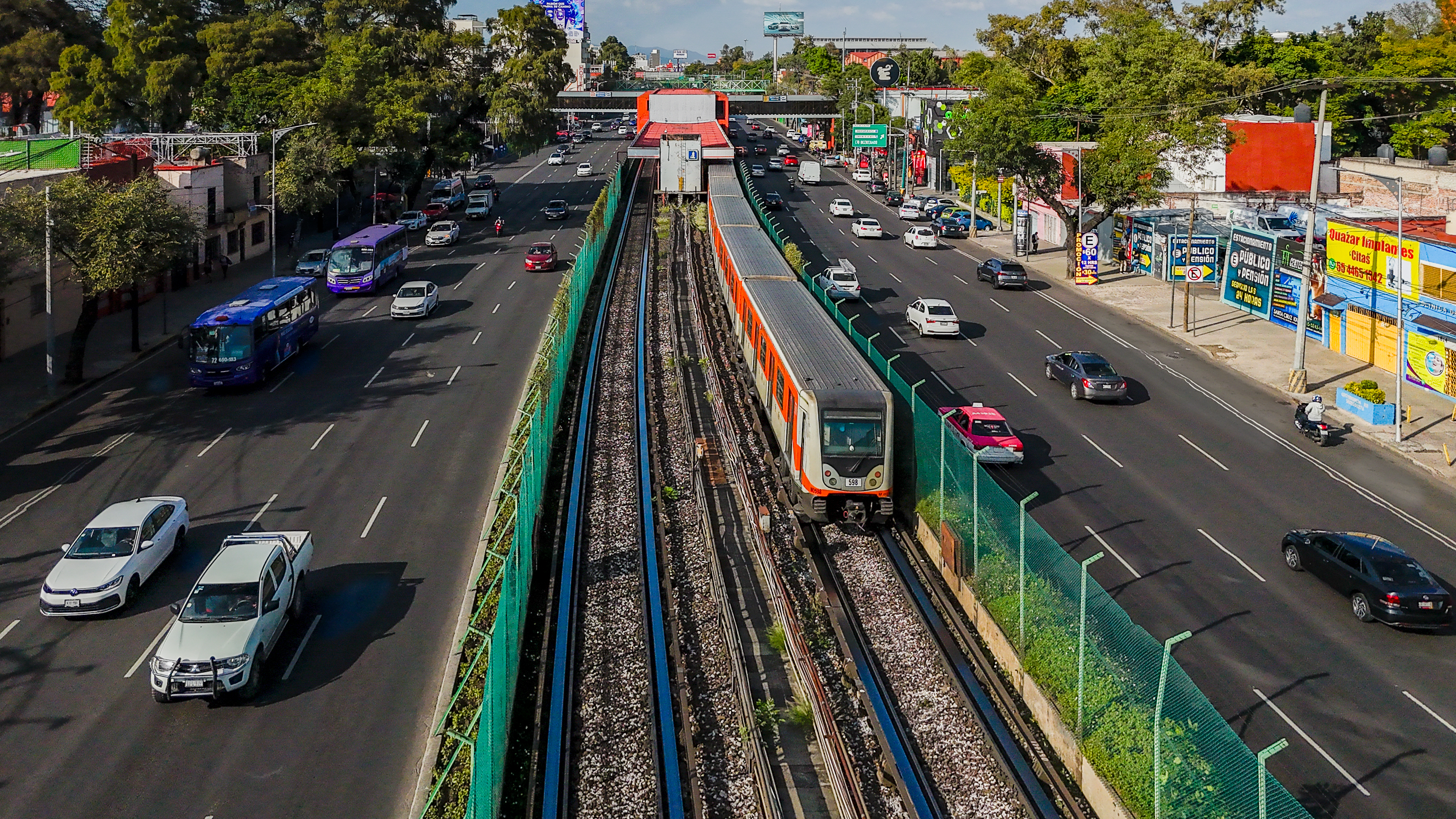
Convoy del Metro en la Calzada de Tlalpan saliendo de la estación General Anaya.

El tramo Zócalo-Tasqueña del Metro de la Ciudad de México fue construida en el derecho de vía del antiguo tranvía, que corría del Zócalo de la Ciudad de México hacia el Centro Histórico de Tlalpan e inaugurado el 1 de agosto de 1970, mientras que el Servicio de Transportes Eléctricos aprovechó el derecho de vía restante para lograr en 1986 reanudar el servicio de tranvías en la zona sur de la Ciudad de México.

#### Accidente en el Metro: 1975
El 20 de octubre de 1975 la calzada fue escenario del percance más grave que se ha registrado en toda la historia del Sistema de Transporte Colectivo-Metro, cuando el alcance de dos trenes en la estación Viaducto dejó un saldo de 31 muertos. Según la investigación oficial, el accidente se debió a un error cometido por el conductor del tren número 10, quien reinició la marcha sin advertir que el tren 08 aún estaba en la siguiente estación. Debido a este incidente, en todos los convoyes del sistema se instaló un sistema de pilotaje automático.